# Stazione di San Giacomo di Martignone
La stazione di San Giacomo di Martignone è stata una stazione ferroviaria posta lungo la ferrovia Bologna-Verona. Serviva il centro abitato di San Giacomo del Martignone (frazione di Anzola dell'Emilia).

## Storia
La stazione venne aperta al traffico nel 1941 in sostituzione della vecchia chiusa in tale anno. Continuò il suo esercizio fino alla chiusura avvenuta nel 2005 a seguito del raddoppio ferroviario.